# Senebsumai
Senebsumai war ein hoher altägyptischer Beamter in der 13. Dynastie. Er amtierte wohl unter Sobekhotep II. bis Neferhotep I. Senebsumai trug den Titel Schatzmeister (Imj-rˁ ḫtmt) und hatte damit neben dem Wesir das wichtigste Staatsamt unter diesen Herrschern inne.

## Belege

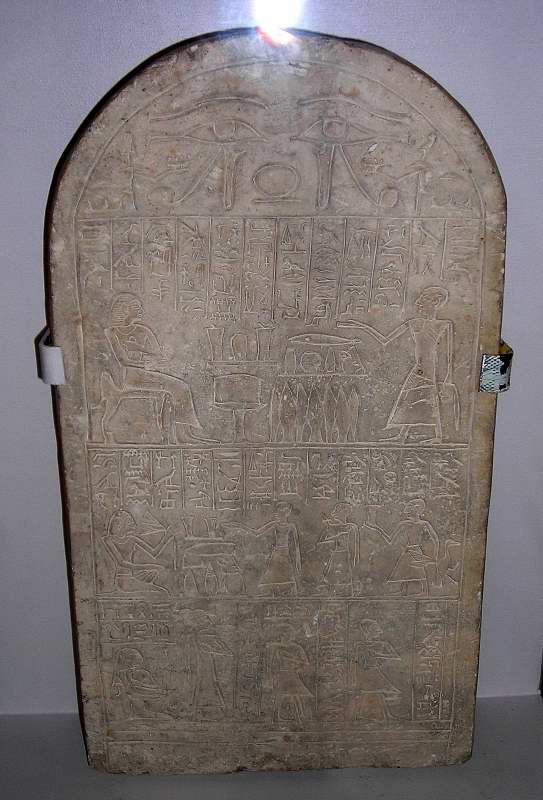
Stele des Senebsumai

Senebsumai ist von einer großen Anzahl von Denkmälern bekannt, die seine Bedeutung und seinen Einfluss belegen. Er hatte zunächst das Amt eines Obervermögensverwalters inne, um dann befördert zu werden. Von seinem eigentlichen Leben ist jedoch so gut wie nichts bekannt.
Aus Abydos stammen circa ein Dutzend Stelen, die ihn nennen. Aus Hawara gibt es von ihm eine Bronzestatue, aus Lahun stammen Abrechnungen mit seinem Namen und aus Dahschur stammt ein Fragment mit Sargtexten, das wohl belegt, dass er dort begraben wurde. Von ihm sind über 30 Siegel bekannt. Nach dem Schatzmeister Har ist das die höchste Anzahl von Siegeln, die von einer Privatperson aus dem alten Ägypten bekannt ist.